# Indijska književnost
Indijska književnost je začela nastajati že v 3. tisočletju pr. n. št. na Indijski podcelini. Najbolj uporabljen jezik je bil sanskrt, sledita mu prakrt in pali
Za ta čas so značilne himne,verske pesnitve, ljubezenske pesmi, junaški epi, kratke pripovedne proze,
značilne besedila so himna vodam in kolidasa shukutara. Osrednja nacionalna epa sta Mahabharata in Ramajana. Najomembnejši dramatik pa je Kalidasa.
Na razvoj indijske književnosti so vplivala različna indijska verstva: 
1. brahmanizem (nastane obsežna literarna tradicija)
2. budizem (spisi postanejo pomembni za indijsko pripovedništvo)
3. hinduizem